# Chiesa di San Giovanni Battista (Malalbergo)
La chiesa di San Giovanni Battista è la parrocchiale ad Altedo, frazione di Malalbergo nella città metropolitana di Bologna. Appartiene al vicariato di Galliera dell'arcidiocesi di Bologna e la sua storia inizia nel IX secolo.

## Storia
Nel periodo medievale in località Tedo erano presenti monaci lateranensi che conducevano un monastero ed un luogo di culto con dedicazione a Sant'Eutropio. Tale situazione fu registrata già nel IX secolo. Due secoli più tardi, con le unioni che si realizzarono tra monasteri, la chiesa divenne probabilmente una parrocchiale.
Nella prima metà del XIII secolo il territorio venne acquistato da famiglie che provenivano dalla Lombardia e qui iniziarono a coltivare il terreno malgrado i frequenti allagamenti provocati dagli esondamenti del Savena. In quel periodo la dedicazione della chiesa mutò e in memoria del giorno della firma del contratto di acquisto, il 24 giugno, divenne chiesa di San Giovanni Battista.
La situazione mutò nel 1533, quando il giuspatronato fu ceduto al conte Alessandro Pepoli e la chiesa, in quel periodo, aveva la dignità di pieve. Lavori importanti vennero realizzati nel XVIII secolo, quando fu ricostruita la pavimentazione della sala e fu edificata la sagrestia.
Tra il XIX e il XX secolo l'edificio fu riedificato ed ampliato. La facciata da quel momento ebbe un aspetto gotico anche se non pienamente in linea con quanto avrebbe preveduto tale stile. La parte della struttura che non subì modifiche fu la torre campanaria, che mantenne la sua forma quattrocentesca. Negli ultimi anni del XX secolo venne realizzato l'adeguamento liturgico con la sostituzione dell'altare maggiore storico.

## Descrizione

### Esterno
Il prospetto principale è in stile vagamente gotico, con facciata a capanna caratterizzata da portale in cornice ogivale sormontato da un grande rosone. La torre campanaria, di struttura tozza e non particolarmente elevata, è in stile romanico e si alza in posizione arretrata sul lato sinistro. La cella si apre con quattro finestre a bifora contenute in una cornice coronata da arco a sesto acuto. Curioso è l'orologio, con una sola lancetta.

### Interno
La navata interna è unica ma ampliata da cappelle laterali, due per ogni parte. Il presbiterio è leggermente rialzato.